# Stilpnus monticola
Stilpnus monticola là một loài tò vò trong họ Ichneumonidae.